# أوربي بولينغ
أوربي بولينغ (بالإنجليزية: Orbie Bowling)‏ مواليد 31 مارس 1939 في ساندي هوك، هو لاعب كرة سلة أمريكي معتزل. بدأ مسيرته الاحترافية في سنة 1967. تم اختياره من قبل فريق نيويورك نيكس خلال الدرافت. حمل الرقم 52. يبلغ طوله 6 قدم 10 بوصة (2.1 م). اعتزل اللعب في 1968.

## روابط خارجية
- أوربي بولينغ على موقع سبورتس رفرنس (الإنجليزية)
- أوربي بولينغ على موقع كلية كرة السلة في سبورتس رفرنس.كوم (الإنجليزية)
- أوربي بولينغ على موقع ريلجم (الإنجليزية)
- أوربي بولينغ على موقع بروبوليرز (الإنجليزية)